# Inmaculada Casal
Inmaculada Casal Llamas (Barcelona, 15 de febrero de 1964) es una periodista y presentadora española.

## Trayectoria profesional
De familia andaluza, nació en Barcelona porque su familia estaba desplazada en la ciudad condal por trabajo.
Estudio primero en el Colegio Sagrada Familia de Urgel, donde coincidió como alumna con María del Monte.
Es licenciada en Ciencias de la Información en Periodismo por la Facultad de Ciencias de la Información (Universidad Complutense de Madrid) y estudió —pero no acabó— la carrera de Derecho. Estando en la facultad, dio sus primeros pasos en periodismo en 1984 en la agencia Sevilla Press y en 1985 en Telesur (RTVE Andalucía), como presentadora del programa Andalucía junta durante dos años. Posteriormente trabajó en la Dirección General de Medios de Comunicación Social de la Junta de Andalucía, germen de la Radio y Televisión de Andalucía
En 1988 se convirtió en el primer contrato realizado en la radiotelevisión pública andaluza, obteniendo al año siguiente por oposición, la fijeza como redactora de los Servicios Informativos de Canal Sur Televisión. Comenzó su vida laboral en Canal Sur TV como redactora del Área de Sociedad de Informativos de Canal Sur y como presentadora de Teledía, Diario 1 y Diario Fin de Semana, pasando años después al Área de Tribunales como redactora y jefa de una sección en la cual permaneció tres años. Durante estos años también fue corresponsal de Casa Real.
En 1997 dejó el Área de Tribunales y se convirtió en la creadora, directora y presentadora del programa Contraportada en Canal Sur, el cual estuvo en antena hasta marzo de 2009. Al mismo tiempo, entre 2000 y 2002, fue subdirectora del programa Contigo en el prime time de Canal Sur. También ha presentado los Especiales de Feria de Canal Sur.
Finalizado Contraportada, regresó al Área de Sociedad de Informativos y un año después presentó y dirigió el programa De lujo durante dos temporadas. Finalizado este programa volvió de nuevo al Área de Sociedad de Informativos y tuvo su propio blog entre 2013 y 2018. Una década después, fue nombrada redactora jefa de los Servicios Informativos de Canal Sur Televisión y fue jefa del Área de Sociedad de Informativos.
Desde noviembre de 2023 hasta diciembre de 2024 es directora y presentadora de Andalucía de tarde en Canal Sur TV.Paralelamente, desde 2024 es también coeditora de Noticias Fin de semana de Canal Sur.

## Distinciones honoríficas
- Premio Flamenca con Arte (28/1/2023).[14]
- Medalla de Oro de la Provincia de Sevilla (30/5/2023).[15]

## Vida personal
- De su primer matrimonio con Alfredo Alonso de la Florida Ruiz[16] tiene dos hijos, Santos (1987) y Teresa Alonso de la Florida Casal.[17]

- En junio de 2022, Casal y la cantante María del Monte, hicieron pública su relación sentimental en la celebración del Orgullo LGTBIQ+ de Sevilla.[18] Poco antes de este anuncio, pasaron por una crisis de pareja que finalmente superaron.[19] Posteriormente se hizo público su enlace matrimonial tras 23 años de relación.[20][21]

- En agosto de 2023 fue víctima junto con su cónyuge de un robo en su casa de Gines (Sevilla).[22][23]

- Su madre, Concha Llamas tuvo una boutique en Sevilla.

- Su anterior familia política siempre ha estado vinculada con la Hermandad de la Sed, sus ex suegros, María Teresa Alonso de la Florida Casellas y Ángel Ruiz Bulnes  fueron miembros fundadores de la misma, y padrinos del paso de palio de Santa María de Consolación y su ex marido, Alfredo Alonso de la Florida Ruiz[24]formó parte de la junta de gobierno durante el mandato como hermano mayor de José Carrascosa, siendo su hijo Hermano Mayor en la actualidad.[25]